# Pristimantis vinhai
Pristimantis vinhai es una especie de anfibio anuro de la familia Craugastoridae.

## Distribución
Esta especie es endémica del estado de Bahía en Brasil. Habita en la costa hasta los 800 m de altitud en el bosque atlántico.

## Etimología
Esta especie lleva el nombre en honor a Sergio G. da Vinha.

## Publicación original
- Bokermann, 1975 : Tres especies novas de Eleutherodactylus do sudeste da Bahia, Brasil (Anura, Leptodactylidae). Revista Brasileira de Biologia, vol. 34, n.º 1, p. 11-18.[3]